# Barajul Waghur
Barajul Waghur este un baraj construit în 1978 pe râul Waghur, un baraj de pământ de 13,6 m înălțime și 690 m lungime la coronament, realizând un lac de acumulare cu un volum de 1,22 miliarde mc. 

## Legături externe
- en Waghur River Arhivat în 19 iunie 2018, la Wayback Machine.
- en Waghur River, Indian river